# 1773 год в науке
В 1773 году произошли различные научные и технологические события, некоторые из которых представлены ниже.

## События
- 13 октября Шарлем Мессье была обнаружена галактика Водоворот.
- 4 ноября Указом императрицы Екатерины II основан Горный Институт — первое высшее техническое заведение России.
- Строительство на реке Омутная (приток Вятки) (Омутница) чугуноплавильного завода и поселения Осокино по фамилии основателя подполковника Осокина. С 1921 года город Омутнинск.
- Открытие Тихоходок Ладзаром Спалланцани.

## Награды и премии
- Медаль Копли присуждена английскому астроному Джону Волшу[англ.].

## Родились
- 29 января — Фридрих Моос, немецкий минералог и геолог.
- 19 мая — Артур Эйкин, английский химик, минералог, популяризатор науки.
- 13 июня — Томас Юнг, английский учёный широкого профиля: физик, механик, врач, астроном, филолог и востоковед (ввёл понятие «индоевропейские языки»).
- 27 декабря — Джордж Кейли, английский учёный и изобретатель. Один из первых теоретиков и исследователей в области летательных аппаратов тяжелее воздуха, опубликовавший в начале XIX-го века описания принципов полёта планера и самолёта.

## Скончались
- 16 июля — Николай Розен-Розенштейн, шведский врач.
- 23 июля — Джордж Эдвардс, британский натуралист и орнитолог, «отец британской орнитологии».